# El Ayote
El Ayote est une municipalité nicaraguayenne de la région autonome de la Côte caraïbe sud.